# Ukagaka
Ukagaka — собирательное название программ, основное действие которых — проигрывание на экране компьютера забавных сценок с участием персонажей, нарисованных в характерном стиле японской анимации. Ukagaka популярны среди отаку в Японии и во всем мире. Как правило, в Ukagaka два персонажа: кавайная девочка или мальчик и её или его спутник. Работа программы заключается в том, что персонажи мирно беседуют (на японском). При этом на экране появляются окошки с бегущим текстом, а персонажи выражают свои эмоции традиционной для аниме мимикой и прочими «эффектами». Персонажи реагируют на «прикосновения», некоторых можно раздевать, и т. п. У Ukagaka могут быть и полезные функции: проверка почты, установка времени и др.

## Технология и термины
Принцип работы Ukagaka следующий. Поведением персонажей управляет скрипт (Shiori), который выполняется в среде специального интерпретатора. Есть версии интерпретаторов как для Microsoft Windows, так и для GNU/Linux. В скрипте каждый персонаж (Ghost), а точнее, их пара, представляется набором картинок (как в мультипликации) и соответствующими репликами. Для создания персонажей есть специальный софт (KAWARI). Оформление всплывающих окошек с бегущим текстом можно менять, устанавливая отдельные модули (скины) Balloon.
Интерпретаторы
- Для Microsoft Windows существуют SSP (активно разрабатывается, есть поддержка английского и др. языков) и Materia (только японский язык, давно не обновляется). Содержат персонажа по умолчанию.
- Для GNU/Linux — ninix-aya.

Файлы с персонажами (*.nar) — архивы ZIP.
Также может потребоваться установка скина для всплывающих окошек (модуля Balloon).